# 플랑크 에너지
플랑크 에너지는 EP로 표현되는 에너지의 플랑크 단위이다.
{\displaystyle E_{p}={\sqrt {\frac {\hbar c^{5}}{G}}}\approx }
1.9561 × 109 J
{\displaystyle \approx } 1.2209 × 1019 GeV
{\displaystyle \approx } 0.5433 MWh
조건
{\displaystyle c}는 진공에서의 광속
{\displaystyle \hbar }는 디랙 상수
{\displaystyle G}는 중력 상수
입자물리학자와 물리우주론자들은 환산 플랑크 에너지를 사용한다.
{\displaystyle {\sqrt {\frac {\hbar {}c^{5}}{8\pi G}}}} {\displaystyle \approx } 3.9 × 108 J {\displaystyle \approx } 2.43 × 1018 GeV

## 같이 보기
- 플랑크 상수